# María Esther Herranz García

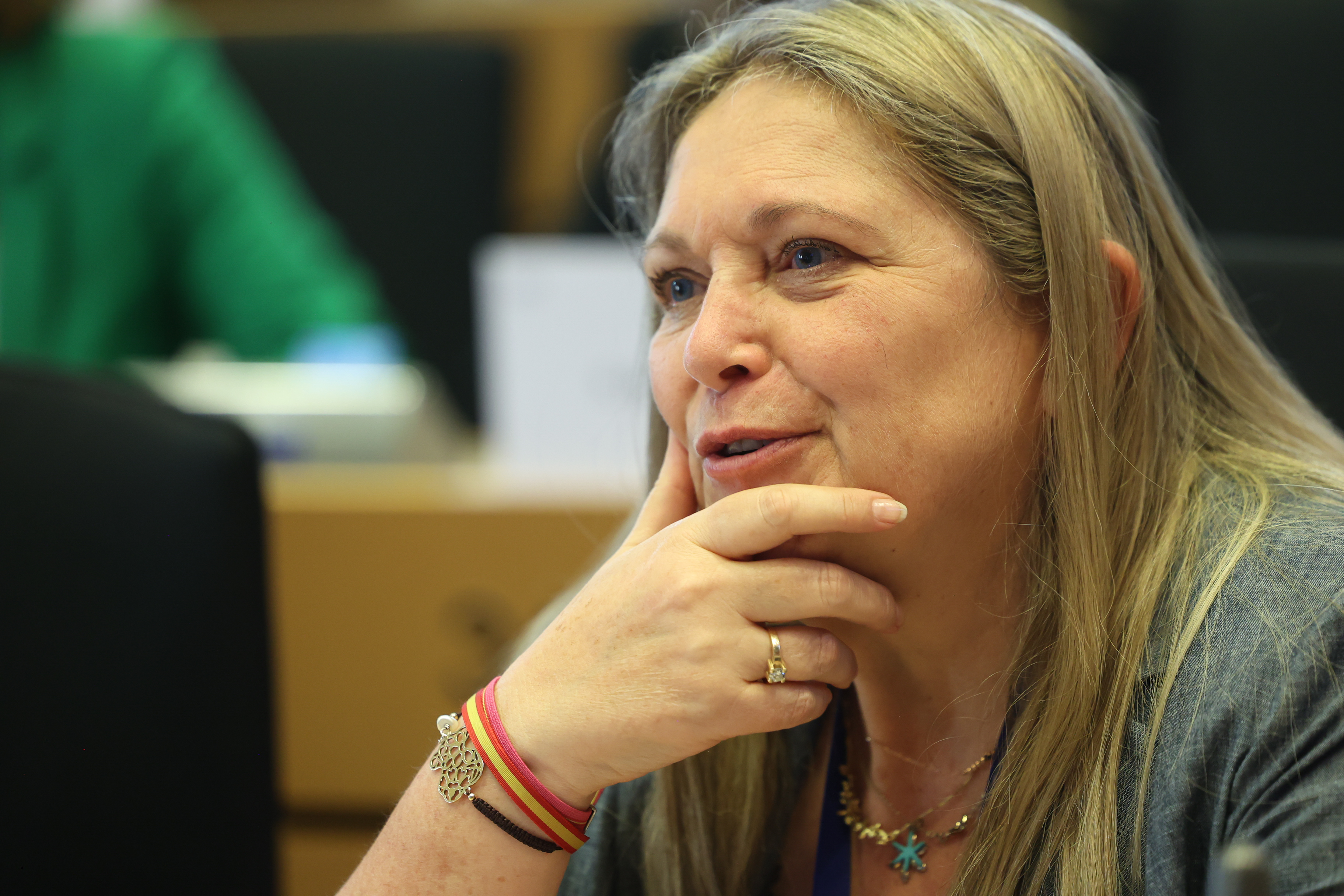
María Esther Herranz García (2024)

María Esther Herranz García (* 3. Juli 1969 in Logroño) ist eine spanische Politikerin der Partido Popular.

## Leben
García studierte Geographie an der Universität Saragossa. Von 1997 bis 1999 war sie als Umweltberaterin tätig. Von 2002 bis 2019 war García Abgeordnete im Europäischen Parlament.